# Гимназия Паэкааре

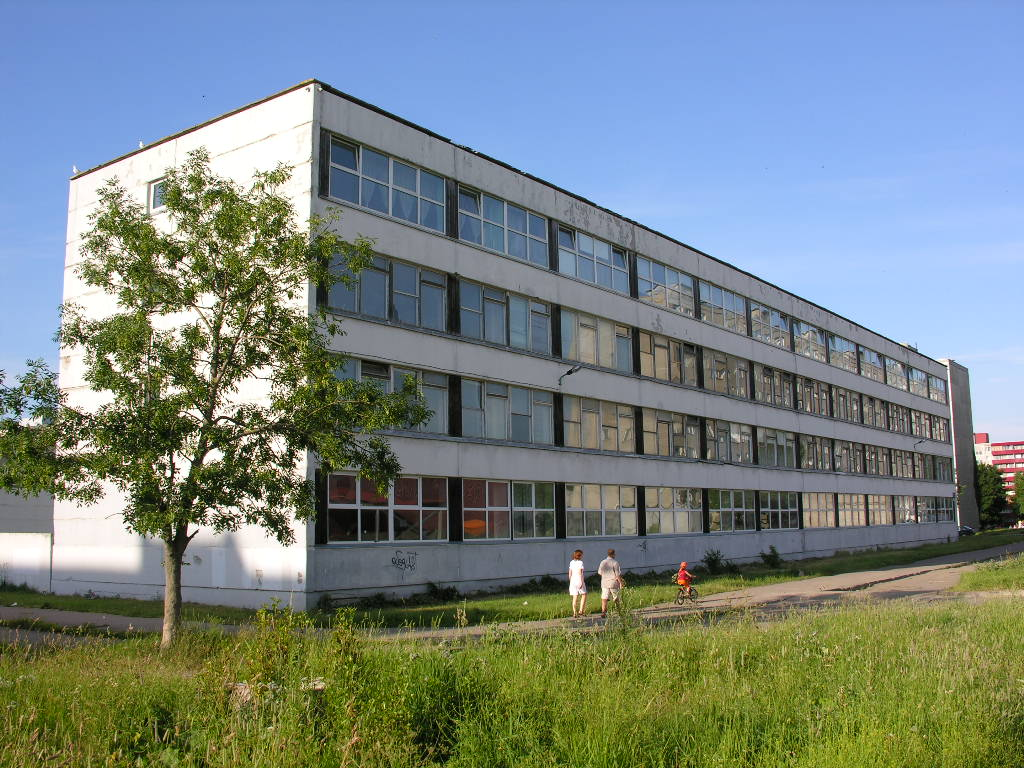
Гимназия Паэкааре в 2005 году

Гимназия Па́экааре (эст. Тallinna Paekaare Gümnaasium) — средняя школа в Таллине, Эстония. Была открыта в 1973 году как Таллинская 11-я средняя школа, ликвидирована в 2015 году.

## История школы
- 1 сентября 1974 года — открытие 11-й средней школы.
- 1990—1992 гг. — первая школа в Ласнамяэ, которая работала над разработкой методики интегрированного урока.
- 1998 год — Таллинская 11-я средняя школа переименована в Таллинскую гимназию Паэкааре (эст. Тallinna Paekaare Gümnaasium).
- 2002 год — Открыт класс для детей с трудностями в воспитании.
- 2003 год — Открыты классы в гимназии с допрофессиональным обучением.
- 2003 год — Методическая тема школы: «Личностно-ориентированный подход в обучении».
- 2004 год — Учебное направление: общее, есть возможность расширенного изучения реальных и гуманитарных предметов.
- 2004 год — Школа отметила 30-летний юбилей. За этот период школа выпустила 5237 учащихся основной и средней школ, 13 золотых и 60 серебряных медалистов.
- 2005 год — Гимназия получила государственную аккредитацию.
- 2005/2006 уч. год — 520 учащихся, 50 учителей.
- 2015 г. — 279 учащихся.
- 2015 год — Объединение гимназии Паэкааре с Таллинской русской гимназией Ласнамяэ (эст. Тallinna Lasnamäe Vene Gümnaasium).
- 2016 год — Полный снос здания школы.

За годы работы у школы сложились партнёрские отношения со следующим учреждениями и организациями Эстонии
- Таллинский университет
- Морская школа Эстонской морской академии
- Таллинская Ласнамяэская школа механики (эст. Tallinna Lasnamäe Mehhaanikakool)
- Центр промышленного образования (эст. Tööstushariduskeskus)
- Таллинский Молодёжный дом сада Канути (эст. Tallinna Kanutiaia Noortemaja)
- Кадриоруский шахматный клуб (эст. Kadrioru Maleklubi)

## Директора школы
- 1974—1986 гг. — Иван Петрович Васильев.
- 1986—2001 гг. — Александр Эльмарович Лийвамяги.
- С 2001 года гимназией руководил Валерий Рихардович Линд.